# Cúp FA 2021–22
Cúp FA 2021–22 là mùa giải thứ 141 của Cúp FA, giải đấu bóng đá lâu đời nhất thế giới. Giải đấu được tài trợ bởi Emirates và được gọi là Emirates FA Cup vì mục đích tài trợ.
Đội bóng Premier League Leicester City là đương kim vô địch sau khi đánh bại Chelsea trong trận chung kết năm ngoái, nhưng họ đã bị loại ở vòng 4 bởi Nottingham Forest.
Liverpool đã đánh bại đội đương kim á quân hai năm liền Chelsea trên loạt sút luân lưu trong trận chung kết để giành Cúp FA lần thứ 8 và lần đầu tiên kể từ năm 2006. Đây là trận chung kết FA Cup thứ năm phải thi đấu hiệp phụ, trong đó Chelsea trở thành đội đầu tiên thua ba trận chung kết liên tiếp. Với tư cách là nhà vô địch, Liverpool sẽ giành quyền tham dự vòng bảng UEFA Europa League 2022–23; tuy nhiên, vì họ đã đủ điều kiện tham dự giải đấu châu Âu thông qua bảng xếp hạng Premier League, suất tham dự Europa League này đã được chuyển cho đội xếp thứ 6 tại Premier League.

## Các đội bóng tham dự
Cúp FA là một giải đấu loại trực tiếp với 124 đội tham gia, tất cả đều cố gắng lọt vào trận chung kết tại Sân vận động Wembley vào ngày 14 tháng 5 năm 2022. Giải đấu bao gồm 92 đội thuộc Hệ thống giải bóng đá Anh (20 đội từ Premier League và tổng cộng 72 đội từ EFL Championship, EFL League One và EFL League Two) cùng với 32 đội trong tổng số 640 đội thuộc Hệ thống giải đấu quốc gia (tất cả trừ 11 câu lạc bộ từ hạng 5–9 và 11 câu lạc bộ hạng 10 của Hệ thống giải bóng đá Anh) bắt đầu thi đấu ở vòng loại.
Tất cả các vòng đấu được tổ chức dựa trên cơ sở địa lý và các vòng loại chính được bốc thăm ngẫu nhiên thường khi kết thúc vòng trước hoặc vào buổi tối của trận đấu được truyền hình cuối cùng của một vòng được diễn ra tùy thuộc vào bản quyền phát sóng truyền hình.
| Vòng đấu  | Ngày chính          | Số trận đấu | Số đội còn lại | Số đội tham dự từ vòng này | Tiền thưởng cho đội thắng | Tiền thưởng cho đội thua | Hạng đấu tham dự                              |
| --------- | ------------------- | ----------- | -------------- | -------------------------- | ------------------------- | ------------------------ | --------------------------------------------- |
| Vòng 1    | 6 tháng 11 năm 2021 | 40          | 124 → 84       | 48                         | £22,629                   | Không                    | 24 đội EFL League One 24 đội EFL League Two   |
| Vòng 2    | 4 tháng 12 năm 2021 | 20          | 84 → 64        | Không                      | £32,000                   | Không                    | Không                                         |
| Vòng 3    | 8 tháng 1 năm 2022  | 32          | 64 → 32        | 44                         | £82,000                   | Không                    | 20 đội Premier League 24 đội EFL Championship |
| Vòng 4    | 5 tháng 2 năm 2022  | 16          | 32 → 16        | Không                      | £90,000                   | Không                    | Không                                         |
| Vòng 5    | 2 tháng 3 năm 2022  | 8           | 16 → 8         | Không                      | £180,000                  | Không                    | Không                                         |
| Tứ kết    | 19 tháng 3 năm 2022 | 4           | 8 → 4          | Không                      | £360,000                  | Không                    | Không                                         |
| Bán kết   | 16 tháng 4 năm 2022 | 2           | 4 → 2          | Không                      | £900,000                  | £450,000                 | Không                                         |
| Chung kết | 14 tháng 5 năm 2022 | 1           | 2 → 1          | Không                      | £1,800,000                | £900,000                 | Không                                         |

## Vòng loại
Các đội bóng không phải là thành viên của Premier League hoặc English Football League sẽ thi đấu ở vòng loại để giành một trong 32 suất vào vòng 1. Quá trình vòng loại gồm sáu vòng đấu, bắt đầu với vòng sơ loại bổ sung vào ngày 6 tháng 8 năm 2021.

## Vòng 1
Vòng 1 bao gồm 32 đội chiến thắng từ vòng loại thứ tư cùng với 48 câu lạc bộ từ League One và League Two. Lễ bốc thăm cho vòng 1 được tổ chức vào ngày 17 tháng 10 năm 2021 tại sân vận động Wembley. Đội có thứ hạng thấp nhất ở vòng đầu tiên là AFC Sudbury của giải hạng 8 Isthmian League North Division.

## Vòng 2
Vòng 2 bao gồm 40 đội chiến thắng từ vòng đầu tiên. Lễ bốc thăm cho vòng 2 được tổ chức vào ngày 8 tháng 11 năm 2021 tại sân vận động Wembley.  Buxton đến từ giải hạng 7 Northern Premier League Premier Division là đội có thứ hạng thấp nhất còn thi đấu tại giải.

## Vòng 3
Vòng 3 bao gồm 44 câu lạc bộ từ Premier League và Championship bắt đầu tham dự giải từ vòng này, cùng với 20 đội chiến thắng từ vòng 2. Lễ bốc thăm cho vòng 3 được tổ chức vào ngày 6 tháng 12 năm 2021 tại sân vận động Wembley. Đội có thứ hạng thấp nhất còn thi đấu ở vòng này là Kidderminster Harriers của giải hạng 6 National League North. 
Để tránh tình trạng lịch thi đấu dày đặc có thể xảy ra do các trận đấu trong các giải đấu league bị hoãn vì gia tăng số ca nhiễm COVID-19, các trận đấu từ vòng này trở đi sẽ được quyết định ngay trong ngày, với hiệp phụ và loạt sút luân lưu được sử dụng nếu cần thiết.

## Vòng 4
Lễ bốc thăm cho vòng 14 được tổ chức vào ngày 9 tháng 1 năm 2022 tại sân vận động Wembley. Đội có thứ hạng thấp nhất ở vòng thứ tư là Kidderminster Harriers đến từ giải hạng 6 National League North.

## Vòng 5
Lễ bốc thăm vòng 5 được tổ chức vào ngày 6 tháng 2 năm 2022 tại sân vận động Wembley. Các trận đấu diễn ra trong tuần bắt đầu từ ngày 28 tháng 2 năm 2022. Đội có thứ hạng thấp nhất ở vòng thứ năm là Boreham Wood của giải hạng 5 National League.
| 1 tháng 3 năm 2022 | Peterborough United (2) | 0–2      | Manchester City (1)         | Peterborough                                                              |  |
| 19:15 GMT          |                         | Chi tiết | - Mahrez 60' - Grealish 67' | Sân vận động: London Road Lượng khán giả: 13,405 Trọng tài: Andrew Madley |  |

| 1 tháng 3 năm 2022 | Crystal Palace (1)            | 2–1      | Stoke City (2) | Selhurst                                                                   |  |
| 19:30 GMT          | - Kouyaté 53' - Riedewald 82' | Chi tiết | - Tymon 58'    | Sân vận động: Selhurst Park Lượng khán giả: 25,420 Trọng tài: Robert Jones |  |

| 1 tháng 3 năm 2022 | Middlesbrough (2) | 1–0 (s.h.p.) | Tottenham Hotspur (1) | Middlesbrough                                                            |  |
| 19:55 GMT          | - Coburn 107'     | Chi tiết     |                       | Sân vận động: Riverside Lượng khán giả: 31,135 Trọng tài: Darren England |  |

| 2 tháng 3 năm 2022 | Luton Town (2)           | 2–3      | Chelsea (1)                          | Luton                                                                        |  |
| 19:15 GMT          | - Burke 2' - Cornick 40' | Chi tiết | - Saúl 27' - Werner 68' - Lukaku 78' | Sân vận động: Kenilworth Road Lượng khán giả: 10,140 Trọng tài: Peter Bankes |  |

| 2 tháng 3 năm 2022 | Southampton (1)                                       | 3–1      | West Ham United (1) | Southampton                                                            |  |
| 19:30 GMT          | - Perraud 31' - Ward-Prowse 69' (ph.đ.) - Broja 90+5' | Chi tiết | - Antonio 60'       | Sân vận động: St Mary Lượng khán giả: 28,383 Trọng tài: Andre Marriner |  |

| 2 tháng 3 năm 2022 | Liverpool (1)       | 2–1      | Norwich City (1) | Anfield                                                                 |  |
| 20:15 GMT          | - Minamino 27', 39' | Chi tiết | - Rupp 76'       | Sân vận động: Anfield Lượng khán giả: 52,231 Trọng tài: Martin Atkinson |  |

| 3 tháng 3 năm 2022 | Everton (1)       | 2–0      | Boreham Wood (5) | Walton                                                                        |  |
| 20:15 GMT          | - Rondón 57', 84' | Chi tiết |                  | Sân vận động: Goodison Park Lượng khán giả: 38,836 Trọng tài: Tony Harrington |  |

| 7 tháng 3 năm 2022 | Nottingham Forest (2)      | 2–1      | Huddersfield Town (2) | West Bridgford                                                           |  |
| 19:30 GMT          | - Surridge 29' - Yates 37' | Chi tiết | - Lees 13'            | Sân vận động: City Ground Lượng khán giả: 27,417 Trọng tài: Graham Scott |  |

## Tứ kết
Lễ bốc thăm cho vòng tứ kết được tổ chức vào ngày 3 tháng 3 năm 2022 tại sân vận động Wembley và được thực hiện bởi huấn luyện viên trưởng đội tuyển bóng đá quốc gia Anh Gareth Southgate. Các đội có thứ hạng thấp nhất ở vòng tứ kết là Middlesbrough và Nottingham Forest, đều thuộc giải hạng hai EFL Championship.
Vào ngày 15 tháng 3, Chelsea yêu cầu được thi đấu với Middlesbrough trên sân không khán giả, do họ không thể bán nhiều hơn vé cả mùa và 500–600 vé thường được bán trước ngày 10 tháng 3, sau khi ông chủ người Nga Roman Abramovich bị Vương quốc Anh trừng phạt do mối liên hệ của ông với Vladimir Putin. Yêu cầu của Chelsea đã bị rút lại cùng ngày dưới sự chỉ trích từ FA và Middlesbrough.
| 19 tháng 3 năm 2022 | Middlesbrough (2) | 0–2      | Chelsea (1)               | Middlesbrough                                                          |  |
| 17:15 GMT           |                   | Chi tiết | - Lukaku 15' - Ziyech 31' | Sân vận động: Riverside Lượng khán giả: 31,422 Trọng tài: Paul Tierney |  |

| 20 tháng 3 năm 2022 | Crystal Palace (1)                               | 4–0      | Everton (1) | Selhurst                                                                     |  |
| 12:30 GMT           | - Guéhi 25' - Mateta 41' - Zaha 79' - Hughes 88' | Chi tiết |             | Sân vận động: Selhurst Park Lượng khán giả: 25,400 Trọng tài: Stuart Attwell |  |

| 20 tháng 3 năm 2022 | Southampton (1)        | 1–4      | Manchester City (1)                                             | Southampton                                                       |  |
| 15:00 GMT           | - Laporte 45+2' (l.n.) | Chi tiết | - Sterling 12' - De Bruyne 62' (ph.đ.) - Foden 75' - Mahrez 78' | Sân vận động: St Mary Lượng khán giả: 29,702 Trọng tài: Mike Dean |  |

| 20 tháng 3 năm 2022 | Nottingham Forest (2) | 0–1      | Liverpool (1) | West Bridgford                                                           |  |
| 18:00 GMT           |                       | Chi tiết | - Jota 78'    | Sân vận động: City Ground Lượng khán giả: 28,584 Trọng tài: Craig Pawson |  |

## Bán kết
Lễ bốc thăm cho vòng bán kết được tổ chức vào ngày 20 tháng 3 năm 2022.
| 16 tháng 4 năm 2022 | Manchester City (1)          | 2–3      | Liverpool (1)               | London                                                                 |  |
| 15:30 BST           | - Grealish 47' - Silva 90+1' | Chi tiết | - Konaté 9' - Mané 17', 45' | Sân vận động: Wembley Lượng khán giả: 73,793 Trọng tài: Michael Oliver |  |

| 17 tháng 4 năm 2022 | Chelsea (1)                    | 2–0      | Crystal Palace (1) | London                                                                 |  |
| 16:30 BST           | - Loftus-Cheek 65' - Mount 76' | Chi tiết |                    | Sân vận động: Wembley Lượng khán giả: 76,238 Trọng tài: Anthony Taylor |  |

## Chung kết
Trận chung kết được tổ chức vào ngày 14 tháng 5 năm 2022 trên sân vận động Wembley. 
| Chelsea                                                              | 0–0 (s.h.p.) | Liverpool                                                                  |
| -------------------------------------------------------------------- | ------------ | -------------------------------------------------------------------------- |
|                                                                      | Chi tiết     |                                                                            |
| Loạt sút luân lưu                                                    |              |                                                                            |
| - Alonso - Azpilicueta - James - Barkley - Jorginho - Ziyech - Mount | 5–6          | - Milner - Alcântara - Firmino - Alexander-Arnold - Mané - Jota - Tsimikas |

## Danh sách cầu thủ ghi bàn
Sau khi giải đấu kết thúc, cầu thủ Adam Boyes của Marske United đã được trao giải FA Cup Golden Ball Award dành cho cầu thủ ghi nhiều bàn thắng nhất mùa giải từ vòng sơ loại phụ cho đến trận chung kết, với 11 bàn thắng.
| Vị trí | Cầu thủ            | Câu lạc bộ        | Bàn thắng |
| ------ | ------------------ | ----------------- | --------- |
| 1      | Riyad Mahrez       | Manchester City   | 4         |
| 1      | Jayden Stockley    | Charlton Athletic | 4         |
| 3      | Ryan Bowman        | Shrewsbury Town   | 3         |
| 3      | Jordon Garrick     | Plymouth Argyle   | 3         |
| 3      | Harry Kane         | Tottenham Hotspur | 3         |
| 3      | Callum Lang        | Wigan Athletic    | 3         |
| 3      | Romelu Lukaku      | Chelsea           | 3         |
| 3      | Emiliano Marcondes | AFC Bournemouth   | 3         |
| 3      | Bryan Mbeumo       | Brentford         | 3         |
| 3      | Takumi Minamino    | Liverpool         | 3         |
| 3      | Ollie Palmer       | AFC Wimbledon     | 3         |
| 3      | Scott Quigley      | Stockport County  | 3         |
| 3      | James Wilson       | Port Vale         | 3         |

## Truyền hình
Bản quyền truyền hình của giải đấu này trong nước được sở hữu bởi BBC kể từ mùa giải 2014-15 và ITV kể từ mùa giải 2013-14. 
Tại Việt Nam, các trận đấu được phát sóng trên FPT Play và MyTV.